# Професор-Златарський
Профе́сор-Злата́рський (болг. Професор Златарски) — село в Добрицькій області Болгарії. Входить до складу общини Тервел.

## Населення
За даними перепису населення 2011 року у селі проживала 41 особа.
Національний склад населення села:
| Національність   | Кількість осіб | Відсоток |
| ---------------- | -------------- | -------- |
| болгари          | 29             | 70,7%    |
| турки            | 10             | 24,4%    |
| цигани           | 0              | 0%       |
| Всього відповіли | 41             |          |

Розподіл населення за віком у 2011 році:
Динаміка населення: